# Estación de Sarrión
Sarrión es una estación ferroviaria situada en el municipio español de Sarrión, provincia de Teruel, en la comunidad autónoma de Aragón. Forma parte de la red de Adif. Cuenta con servicios de media distancia operados por Renfe. 

## Situación ferroviaria
Está situada en el punto kilométrico 172,7 de la línea ferroviaria española que Zaragoza-Sagunto, entre las estaciones de Puebla de Valverde y de Mora de Rubielos, a 988 metros de altitud. El kilometraje se corresponde con el histórico trazado entre Calatayud y Valencia, tomando la primera como punto de partida. El tramo es de vía única y está sin electrificar.

## Historia
La estación fue puesta en funcionamiento el 3 de noviembre de 1900 con la apertura del tramo Barracas-Puerto Escandón de la línea que pretendía unir Calatayud con Valencia. Las obras corrieron a cargo de la Compañía del Ferrocarril Central de Aragón.
En 1941, con la nacionalización de la totalidad de la red ferroviaria la estación pasó a ser gestionada por RENFE. 
Desde el 31 de diciembre de 2004 Adif es la titular de las instalaciones.

## Servicios ferroviarios

### Media distancia
En la estación se detienen el MD de la serie 599 de Renfe que une Valencia con Zaragoza y el que une Valencia con Huesca.
Los principales destinos que se pueden alcanzar son Huesca, Zaragoza, Teruel, Sagunto y Valencia.
| Línea MD | Trenes | Origen/Destino                  |  | Destino/Origen |
| -------- | ------ | ------------------------------- |  | -------------- |
| 49       | MD     | Huesca Zaragoza-Delicias Teruel |  | Valencia-Norte |
| 49       | MD     | Zaragoza-Miraflores Teruel      |  | Valencia-Norte |